# Museo basco di Bilbao
Il Museo Basco di Bilbao (in basco Euskal Museoa) si trova in Plaza Miguel de Unamuno a Bilbao (Biscaglia, Paesi Baschi, Spagna).
Come affermato nelle sue informazioni informative "ha come principio fondante il mantenimento culturale e la conservazione e la diffusione degli oggetti che compongono le sue collezioni e che testimoniano i modi di vita che il popolo basco ha sviluppato nel tempo".

## Storia
Il museo, con il nome originario di Museo archeologico ed etnografico basco di Biscaglia, ha aperto i battenti nel 1921 occupando il piano terra del chiostro barocco dell'antico "Colegio de San Andrés", appartenuto ai Gesuiti fino alla loro espulsione dalla Spagna nel 1767; l'adiacente chiesa dei Santi Giovanni, oggi parrocchia di culto regolare, è il tempio che un tempo apparteneva al collegio dei Gesuiti. Fin dall'inizio ha avuto il patrocinio del Consiglio provinciale di Biscaglia e del Consiglio comunale di Bilbao.
A poco a poco, il museo stava occupando gli edifici annessi e stava aumentando le sue collezioni, che includono l'archeologia di Biscaglia e l'etnostoria dei Paesi Baschi. Attualmente il museo è in fase di ristrutturazione sia a livello museologico che museografico. L'apertura di un nuovo accesso principale a Plaza Miguel de Unamuno è il punto di partenza di questa ristrutturazione e l'elemento più sorprendente per i visitatori, per il suo contrasto con l'architettura dell'edificio storico in cui si trova. Oltre ai fondi aperti al pubblico, il museo offre servizi di ricerca, biblioteca e fototeca e offre l'adesione al programma Amici del Museo.
Dal 1962 è considerato un Bene di Interesse Culturale (BIC), per la categoria Monumento Storico-Artistico Nazionale. Il 17 giugno 2020 è stato annunciato che lo studio Vaíllo+Irigaray di Pamplona è stato il vincitore del concorso di architettura e museografico per la ristrutturazione del Museo Basco nel Casco Viejo.

## Collezioni
Le collezioni permanenti sono distribuite su 4 piani.

### Piano terra
Sale dei debiti sepolcrali e dell'araldica. Su questo piano si trova anche uno spazio riservato alle mostre temporanee e un negozio. All'ingresso c'è una scultura di Nestor Basterretxea, in prestito dal Museo delle Belle Arti di Bilbao.
Il centro del chiostro è occupato dall'idolo di Mikeldi di Durango. Nel 2016, per evitare che l'umidità continuasse a danneggiare la scultura, il pavimento in erba è stato sostituito da un pavimento in pietra e nel giugno 2018 è stata completata la copertura del patio con tetto in vetro. L'intervento ha contribuito a una più versatile utilizzazione dell'area più ampia del museo.
Sull'androne delle scale al primo piano si trova una riproduzione della croce di Kurutziaga, alta circa quattro metri, il cui originale del XV secolo si trova nel comune di Durango.

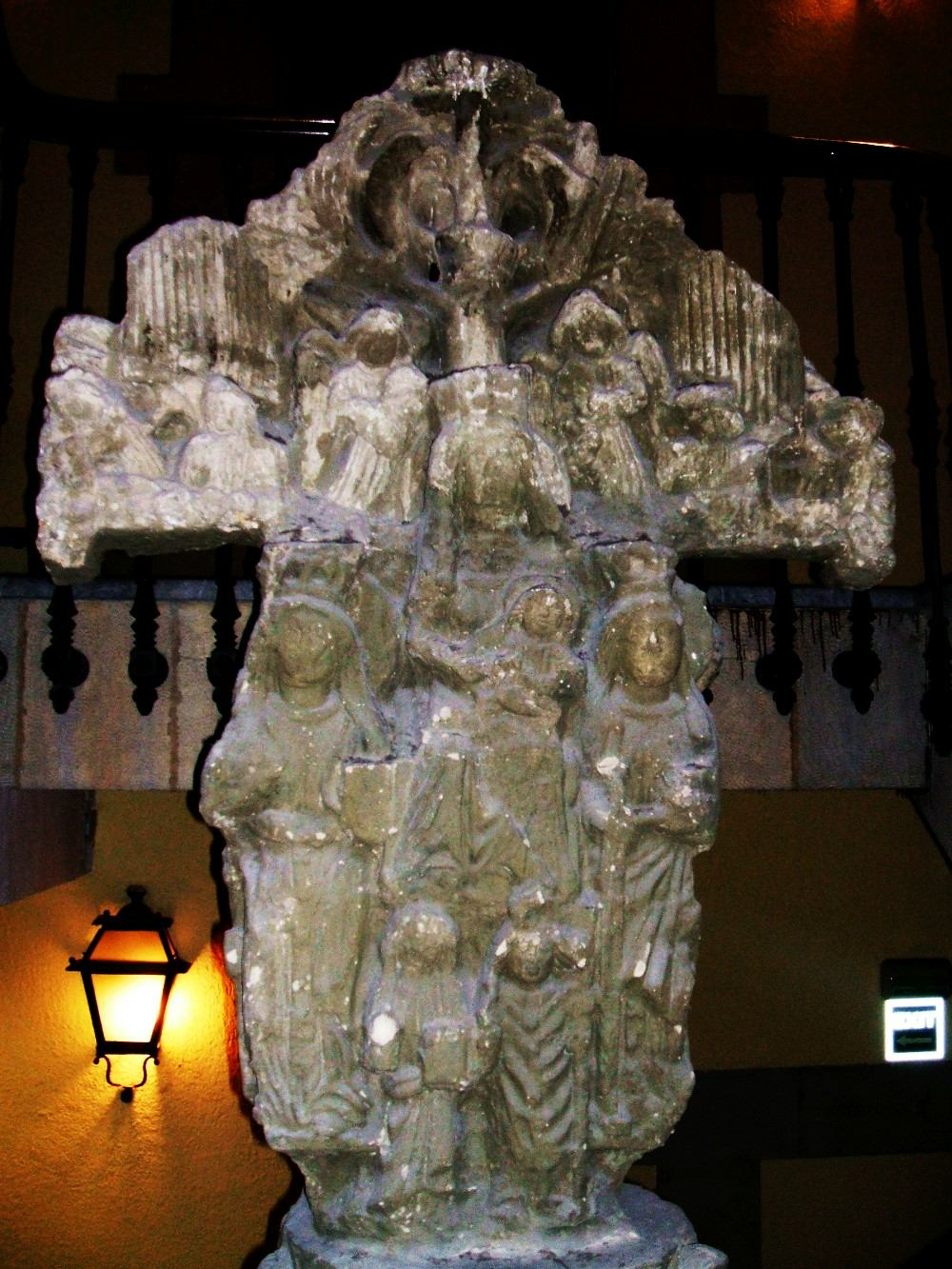
La croce di Kurutziaga.

### Primo piano
Esposizioni di armi (con vetrine specifiche della guerra civile e delle guerre carliste), i baschi e il mare, la cultura pastorale e le arti domestiche della ceramica e dei tessuti (lino e lana).
A presiedere il pianerottolo della scala è appeso un grande ritratto dipinto da Ignacio Zuloaga.

### Secondo piano
Sale dedicate alla preistoria e all'archeologia di Biscaglia.

### Terzo piano
Sale del Consolato di Bilbao, con mobili e altri cimeli di quell'istituzione, tra cui spicca una serie di panche di legno con rivestimento in velluto rosso, della fine del XVIII secolo, di cui il progetto è attribuito a Luis Paret, che visse a Bilbao per diversi anni, esiliato da Madrid da Carlo III.
In questo piano è esposto anche un colossale modello in scala della provincia.

## Galleria d'immagini

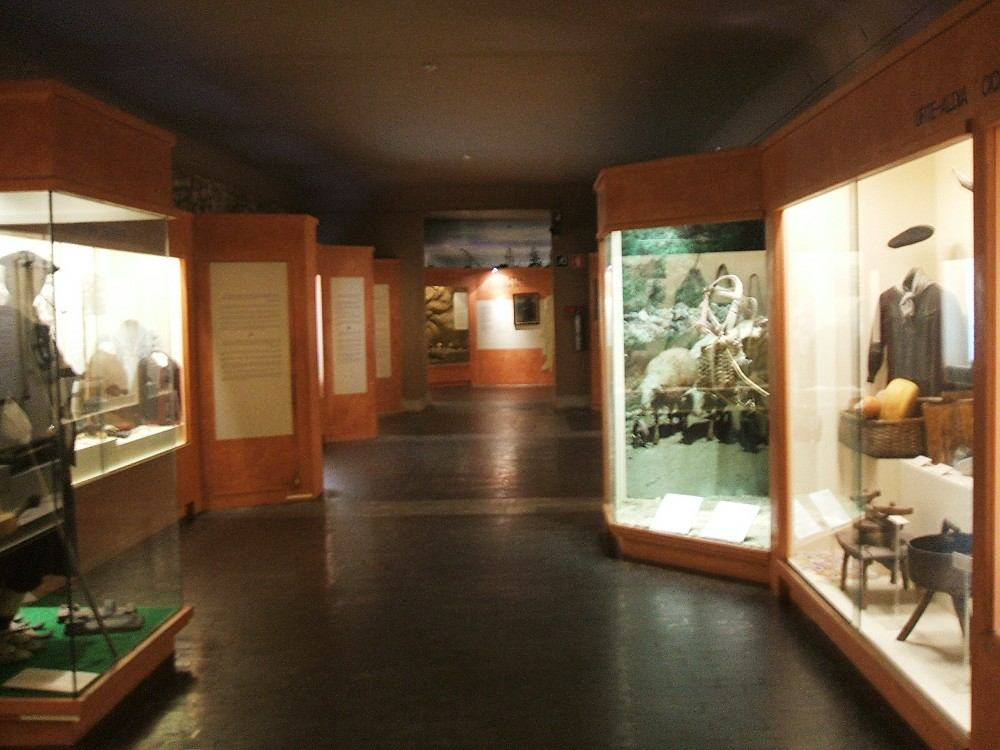
Sala del pascolo.
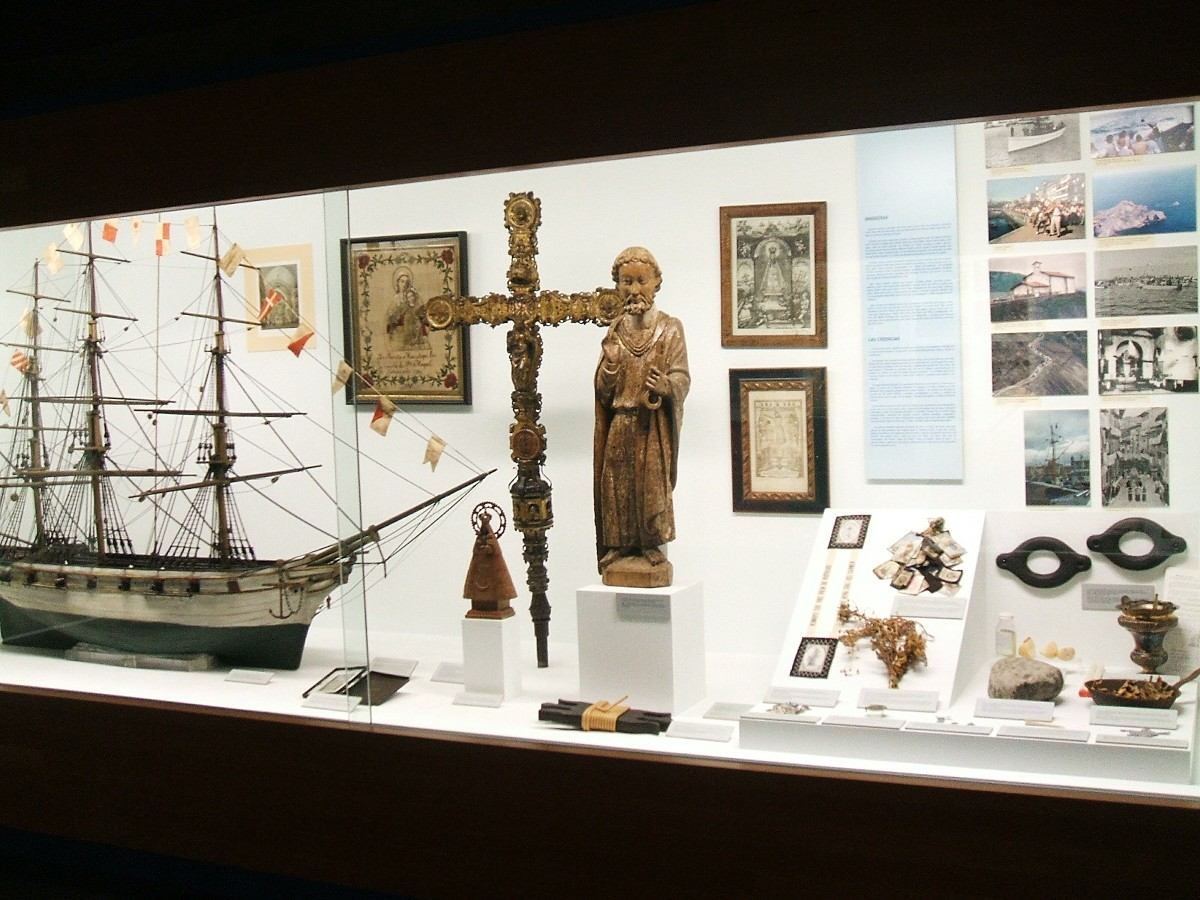
Sala del mare.
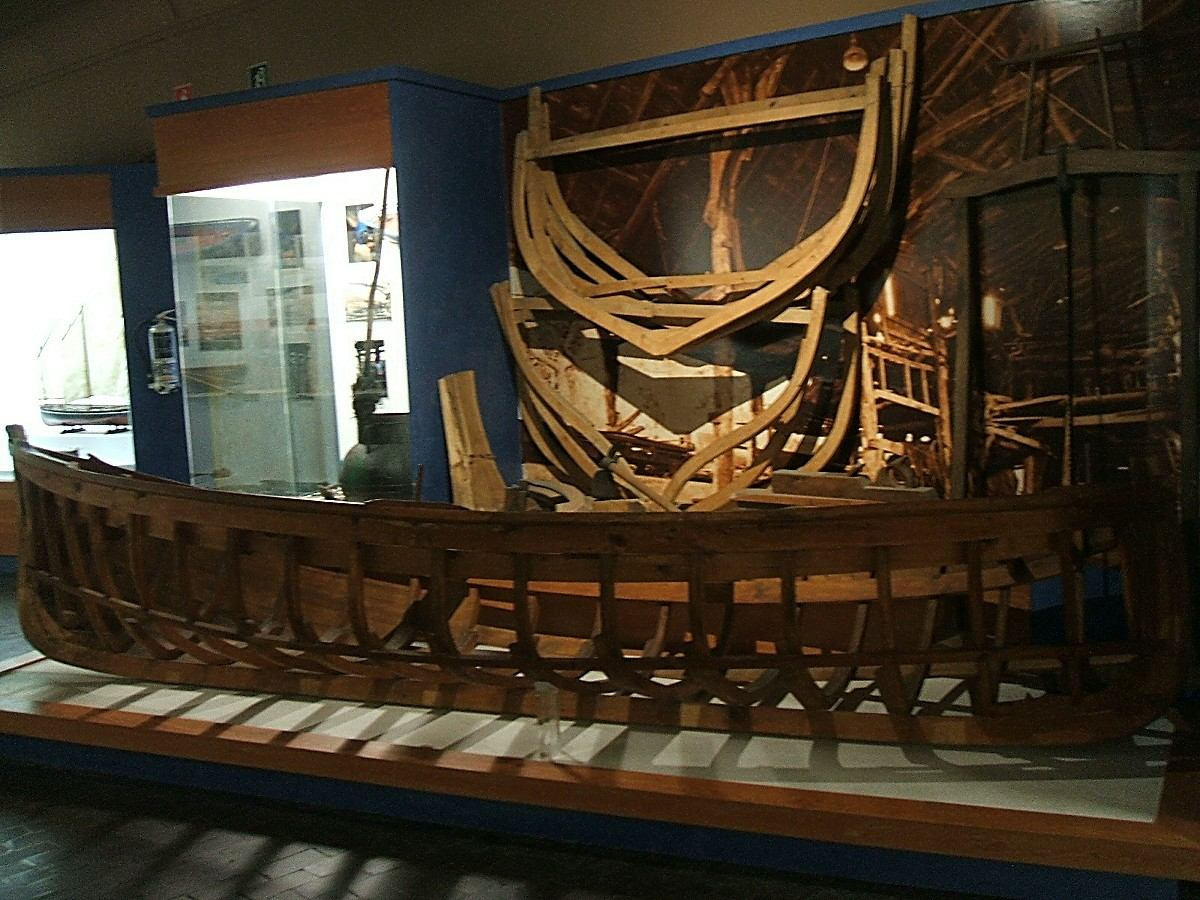
Sala del mare.
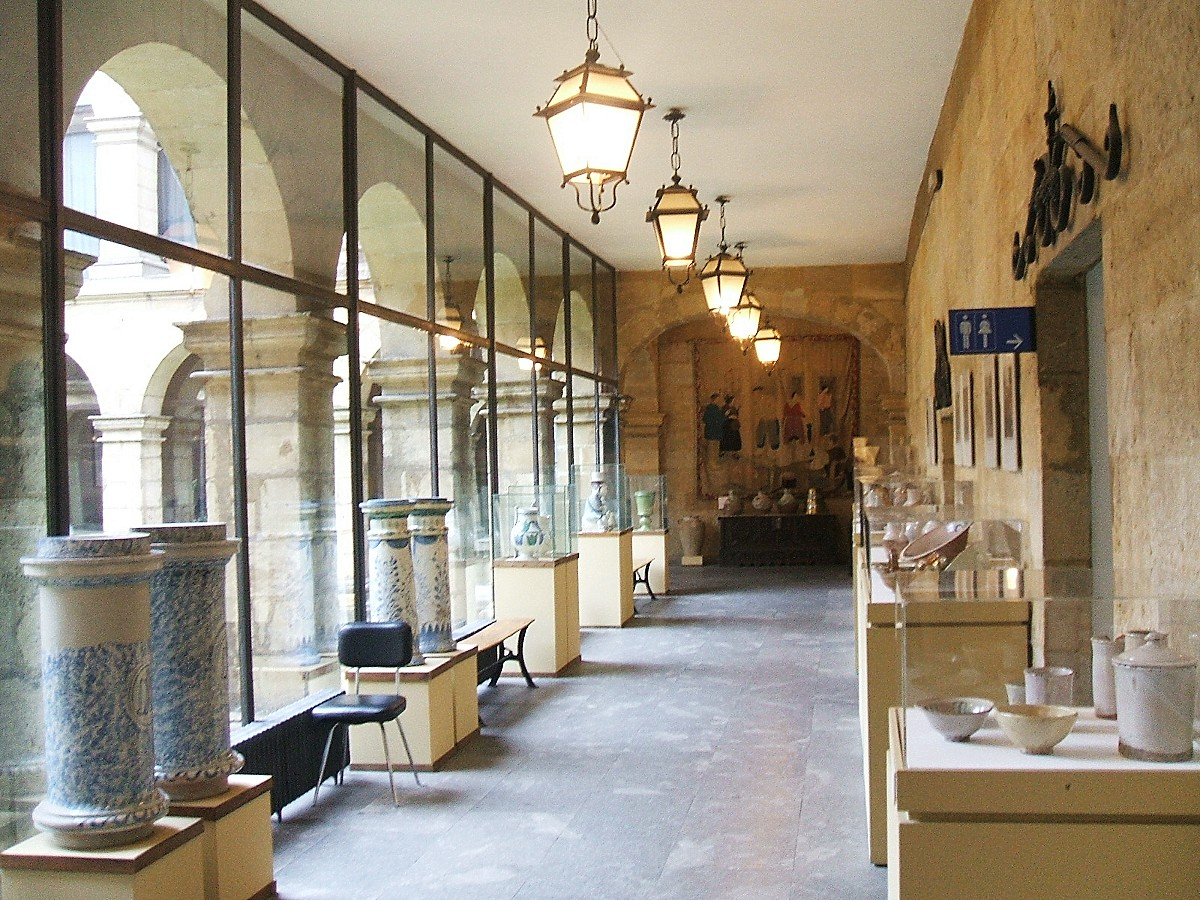
Sala della ceramica.
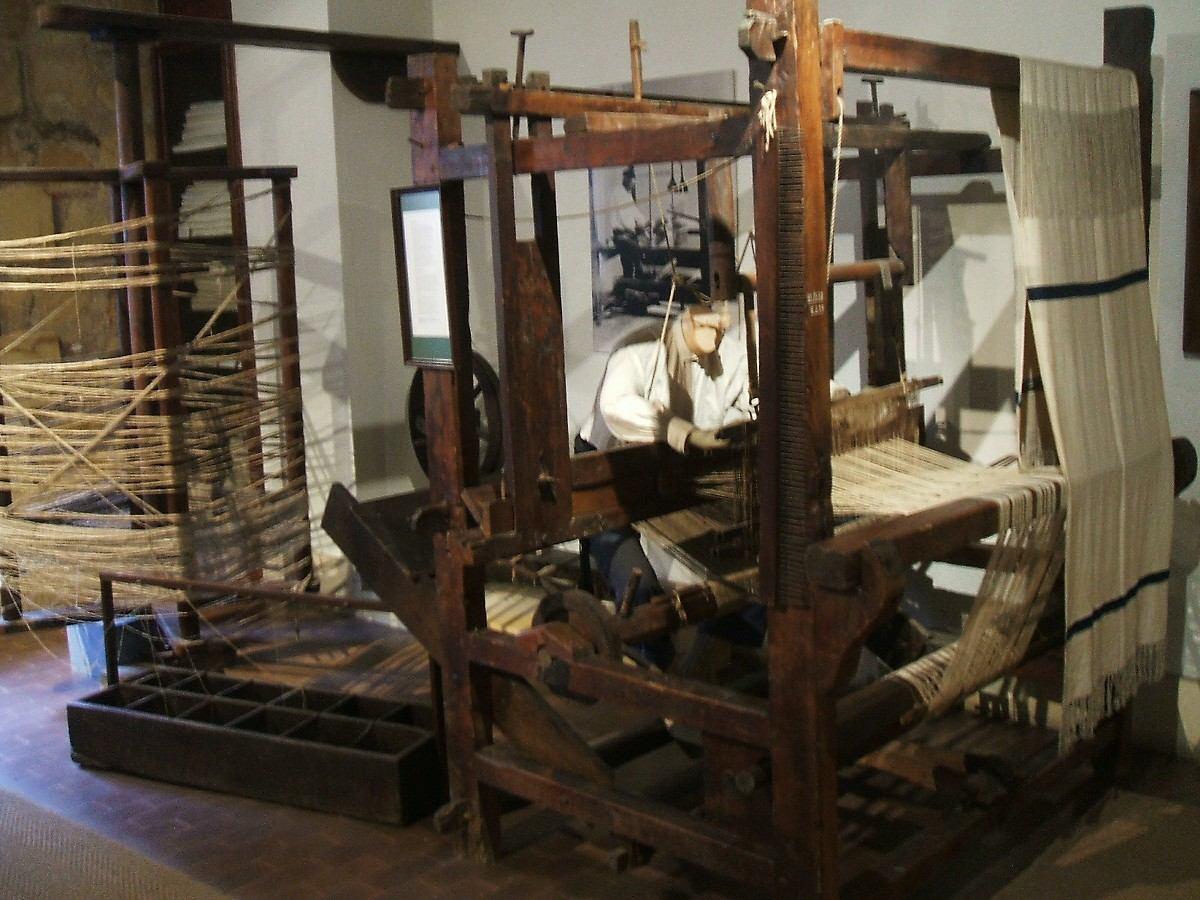
Sala del telaio.
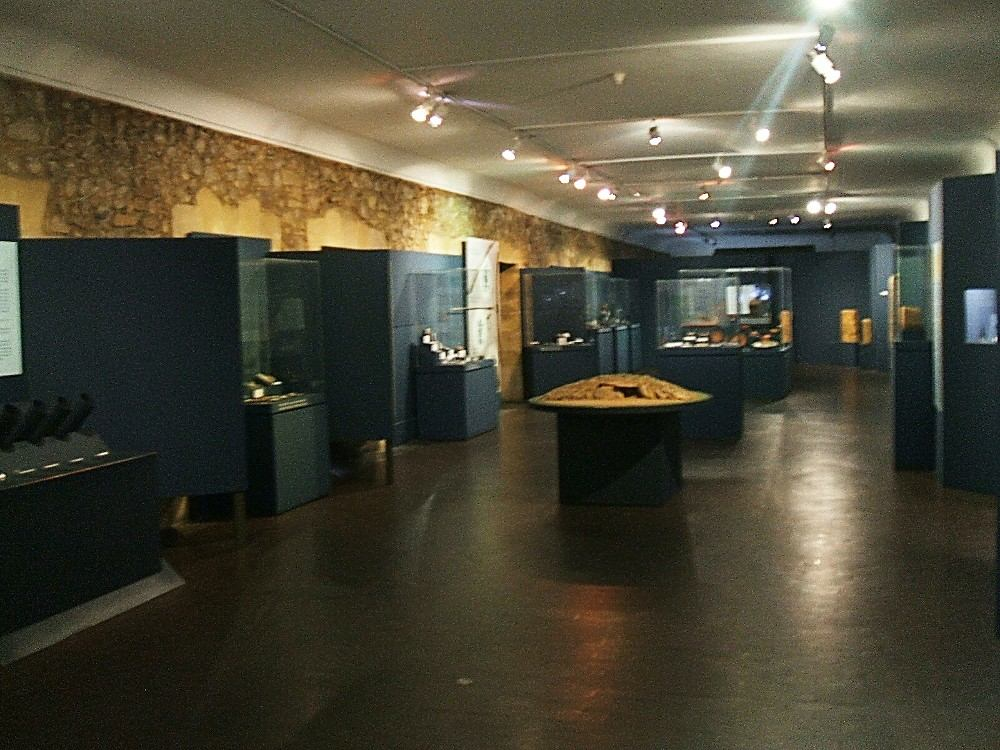
Sala della Preistoria.
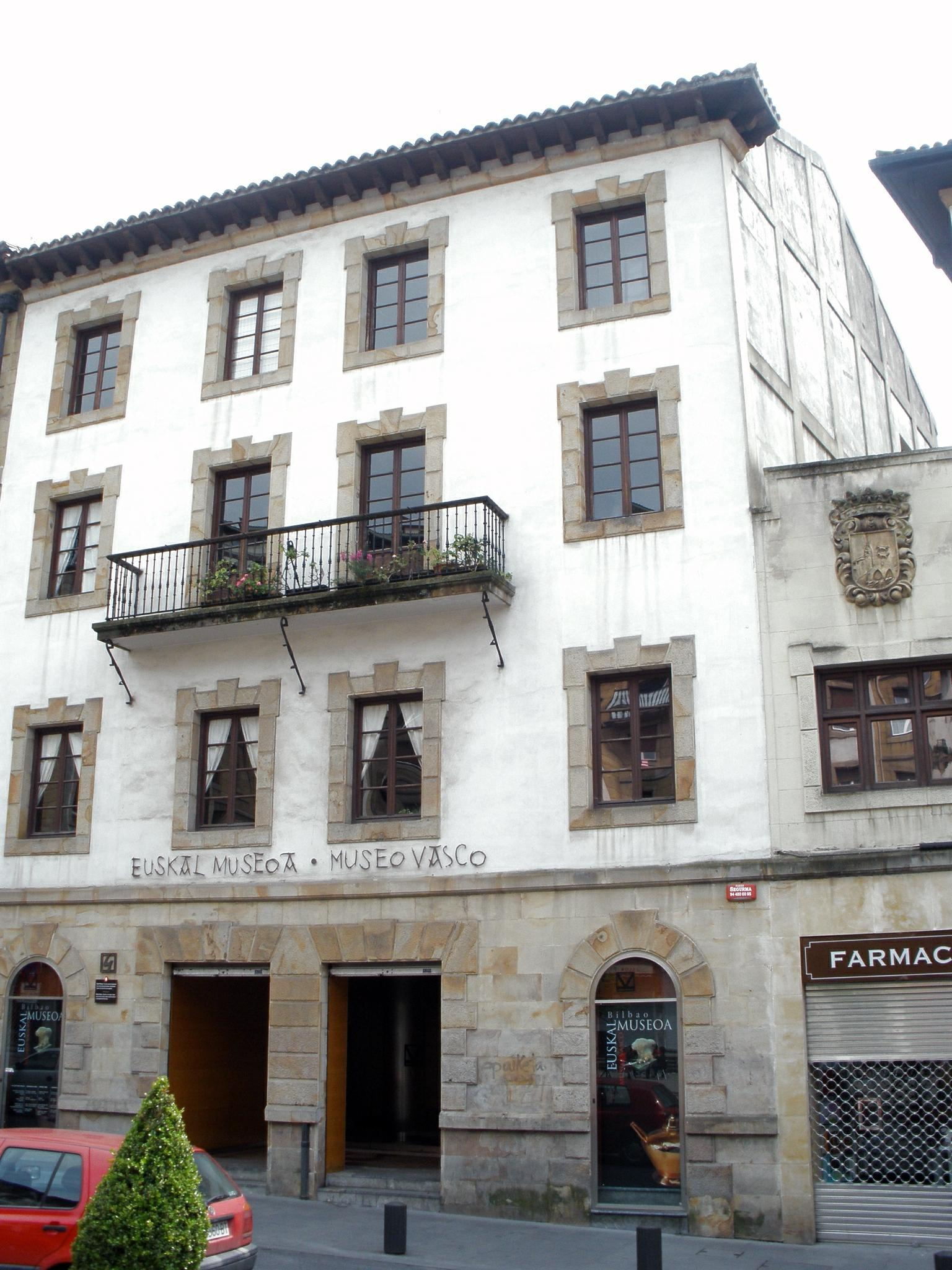
Ingresso principale.